# Бадеян, Манвел Генрихович
Манвел Генрихович Бадеян (Евростан Манвел или Уют Манвел) (арм. Մանվել  Բադեյան; 29 июня 1957, Новобаязет — 30 сентября 2022, Ереван) — армянский государственный деятель.

## Биография
- 1979 — окончил Ереванский институт народного хозяйства (ЕИНХ). Экономист, математик.
- 1982—1984 — учился в аспирантуре ЕИНХ.
- 1979 — был научным сотрудником научно-исследовательского института экономики и планирования при Госплане Армянской ССР.
- 1980—1981 — служил в Советской армии.
- 1981 — работал экономистом на Ереванском светотехническом заводе.
- 1984—1992 — старший преподаватель Ереванского зооветеринарного института.
- 1992—1995 — заведующий отделом, заместитель директора Института управления и экономических реформ при Правительстве Армении.
- 1995—1999 — директор-учредитель предприятия «Евростан-Уют».
- 1999—2003 — заместитель председателя Постоянной комиссии по финансово-кредитным, бюджетным и экономическим вопросам НС. Член фракции «Единство».
- 25 мая 2003 — Заместитель председателя Постоянной комиссии НС по внешним сношениям НС. Член фракции РПА.
- Член Республиканской партии Армении.